# Eurodolar
Eurodolar – dolar amerykański przechowywany jako depozyt bankowy poza Stanami Zjednoczonymi.